# Tanyproctus parallelus
Tanyproctus parallelus är en skalbaggsart som beskrevs av Rudolph Petrovitz 1968. Tanyproctus parallelus ingår i släktet Tanyproctus och familjen Melolonthidae. Inga underarter finns listade i Catalogue of Life.